# Майк Колтер
Майк Рендал Колтер (англ. Mike Randal Colter; нар. 26 серпня 1976, Колумбія, Південна Кароліна, США) — американський актор, відомий роллю Люка Кейджа в серіалах «Джессіка Джонс» і «Люк Кейдж». Двоюрідний брат акторки Віоли Девіс.

## Біографія
Майк Колтер народився в Колумбії, США, в родині Фредді та Едді Колтер. Він ріс у Сент Метьюз, Південна Кароліна, де закінчив місцеву школу. У випускному класі за нього проголосували як за самого амбіційного учня. Він мріяв про акторську кар'єру з восьми років, тому юнаком організував драматичний гурток у школі. Після випускного класу Майк вступив у коледж Бенедикт, через рік продовжив навчання в Університеті Південної Кароліни. Отримавши ступень бакалавра театрального мистецтва він вступив у Мистецьку школу Мейсона Гросса Рутгерського університету.

## Особисте життя
Зі своєю дружиною Івою, яка працює в Netflix, він познайомився в коледжі. Пара виховує доньку Нейєлу (англ. Naiella Colter, нар. ).

## Кар'єра
Майк Колтер дебютував з епізодичних ролей у серіалах «Швидка допомога», «Паркери». За ними він з'явився як боксер у спортивній драмі Клінта Іствуда «Крихітка на мільйон доларів». У 2010 почав виконувати повторювальну роль у серіалі «Гарна дружина». Протягом двох сезонів актор був у основному складі телепроєкту «Двійник».
У 2012 році Майк приєднався до акторського складу телесеріалу «Послідовник». У тому ж році Колтер з'явився у науково-фантастичній комедії «Люди в чорному 3» та трилері «Тридцять хвилин по півночі». Колтер отримав роль людини з надприродними можливостями Люка Кейджа, яку виконував у серіалах «Джессіка Джонс», «Люк Кейдж», «Захисники».

## Фільмографія

### Фільми
| Рік  |    | Українська назва            | Оригінальна назва          | Роль                        |
| ---- | -- | --------------------------- | -------------------------- | --------------------------- |
| 2004 | ф  | Крихітка на мільйон доларів | Million Dollar Baby        | Віллі Літтл                 |
| 2005 | ф  | Бруклінський Лобстер        | Brooklyn Lobster           | Джамал                      |
| 2005 | тф | Сріблясті дзвіночки         | Silver Bells               | Білл                        |
| 2007 | ф  | І прийшло кохання           | And Then Came Love         | Яппі Пол                    |
| 2009 | тф | Добровольці                 | Taking Chance              | Деметрі                     |
| 2009 | тф | Рішення Чарлі               | Solving Charlie            | Джек Деш                    |
| 2010 | ф  | Солт                        | Salt                       | тактичний лідер ЦРУ         |
| 2012 | ф  | Люди в чорному 3            | Men in Black 3             | полковник Джеймс Едвардс II |
| 2012 | ф  | Тридцять хвилин по півночі  | Zero Dark Thirty           | Майк                        |
| 2013 | тф | Головний лікар              | The Surgeon General        | доктор МакКаллан            |
| 2015 | ф  |                             | America Is Still the Place | Чарлі Волкер                |
| 2017 | ф  | Ульотні дівчата             | Girls Trip                 | Стюарт                      |
| 2018 | ф  | Занепад цивілізації         | Extinction                 | Девід                       |
| 2018 | ф  | Скін                        | Skin                       | Даріл Ламонт Дженкінс       |
| 2019 | ф  |                             | Before You Know It         | Чарльз                      |
| 2019 | ф  |                             | Breakthrough               | Томмі Шайн                  |
| 2019 | ф  | Чорне та синє               | Black and Blue             | Даріус Терроу               |
| 2020 | ф  | Фатальна зустріч            | Fatale                     | Реф Граймс                  |
| 2021 | ф  |                             | South of Heaven            | Прайс                       |
| 2022 | ф  |                             | I'm Charlie Walker         | Чарлі Волкер                |
| 2022 | ф  |                             | 카터                       | Сміт                        |
| 2023 | ф  | Рейс                        | Plane                      | Луї Гаспар                  |
| 2024 | ф  | Спілка                      | The Union                  | Нік Фарадей                 |

### Серіали
| Рік       |   | Українська назва                    | Оригінальна назва                 | Роль                                             |
| --------- | - | ----------------------------------- | --------------------------------- | ------------------------------------------------ |
| 2002      | с | Швидка допомога                     | ER                                | Воттс (Епізод: "Hindsight")                      |
| 2002      | с | Паркери                             | The Parkers                       | Ламар (Епізод: "Lights, Camera, Action")         |
| 2005      | с | Закон і порядок: Суд присяжних      | Law & Order: Trial by Jury        | офіцер Біллі Толберт (Епізод: "Blue Wall")       |
| 2007      | с | Закон і порядок: Злочинні наміри    | Law & Order: Criminal Intent      | Дейв Олдрен (Епізод: "Albatross")                |
| 2009      | с | Закон і порядок: Спеціальний корпус | Law & Order: Special Victims Unit | Джозеф Серумага (Епізод: "Hell")                 |
| 2010      | с | Дорогий доктор                      | Royal Pains                       | офіцер Таннер (Епізод: "Lights, Camera, Action") |
| 2010—2015 | с | Гарна дружина                       | The Good Wife                     | Лемонд Бішоп (23 епізоди)                        |
| 2011      | с | Блакитна кров                       | Blue Bloods                       | Кліфф Річер (Епізод: "The Blue Templar")         |
| 2011—2012 | с | Двійник                             | Ringer                            | Малкольм Ворд (17 епізодів)                      |
| 2013      | с | Криміналісти: мислити як злочинець  | Criminal Minds                    | Колін Бремвелл (Епізод: "Final Shot")            |
| 2013—2014 | с | Американська історія жаху: Шабаш    | American Horror Story: Coven      | Девід (3 епізоди)                                |
| 2013—2015 | с | Послідовники                        | The Following                     | Нік Донован (8 епізодів)                         |
| 2014      | с | Halo: Сутінки                       | Halo: Nightfall                   | Джеймсон Локк (5 епізодів)                       |
| 2015      | с | Агент Ікс                           | Agent X                           | Майлз Латем (10 епізодів)                        |
| 2015      | с | Джессіка Джонс                      | Jessica Jones                     | Люк Кейдж (8 епізодів)                           |
| 2016—2018 | с | Люк Кейдж                           | Luke Cage                         | Люк Кейдж / Карл Лукас (26 епізодів)             |
| 2017      | с | Захисники                           | The Defenders                     | Люк Кейдж (8 епізодів)                           |
| 2018—2019 | с | Хороша боротьба                     | The Good Fight                    | Лемонд Бішоп (2 епізоди)                         |
| 2019—2024 | с | Зло                                 | Evil                              | Девід Акоста (50 епізодів)                       |